# Wurtzova–Fittigova reakce
Wurtzova–Fittigova reakce je reakce arylhalogenidů s alkylhalogenidy a sodíkem za přítomnosti etheru, jejímiž produkty jsou substitované aromatické sloučeniny.
V roce 1855 objevil Charles Adolphe Wurtz reakci dnes označovanou jako Wurtzovu, při které se vytvářela nová vazba uhlík–uhlík spojením dvou alkylhalogenidů. Wilhelm Rudolph Fittig v 60. letech 19. století rozšířil možnosti reakce na spojování alkylhalogenidů s arylhalogenidy.
Tato obměna Wurtzovy reakce se považuje za oddělený proces a je pojmenována po obou vědcích.
Asymetrické produkty se nejlépe připravují, když mají halogenidové výchozí látky odlišné reaktivity; toho lze dosáhnout například použitím reaktantů s odlišnými halogeny. Obvykle bývá alkylhalogenid reaktivnější než arylhalogenid, což zvyšuje pravděpodobnost, že alkylhalogenid vytvoří nejprve organosodný meziprodukt a tak bude lepším nukleofilem pro reakci s arylhalogenidem.
Tato reakce většinou slouží k alkylacím arylhalogenidů, s pomocí ultrazvuku ji však lze použít i na tvorbu bifenylů.

## Mechanismus
Jsou známy dva popisy mechanismu Wurtzovy–Fittigovy reakce. První začíná tvorbou alkylových a arylových radikálů řízenou sodíkem; následně se alkylové a arylové radikály spojí za vzniku substituované aromatické sloučeniny.

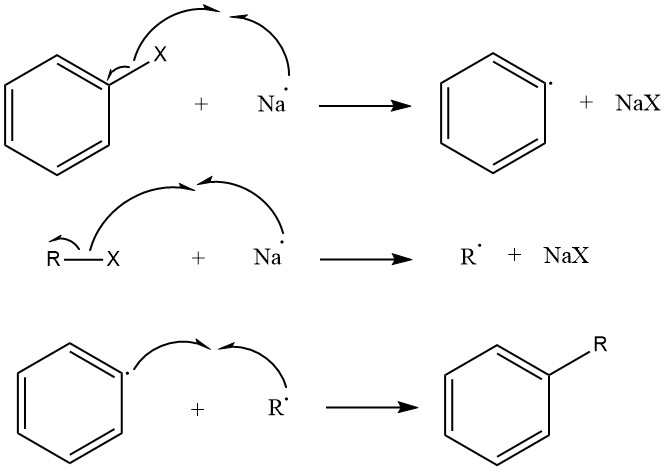
Radikálový mechanismus Wurtzovy–Fittigovy reakce

Druhý přístup zahrnuje vznik organoalkalického meziproduktu, po kterém následuje nukleofilní atak alkylhalogenidu.

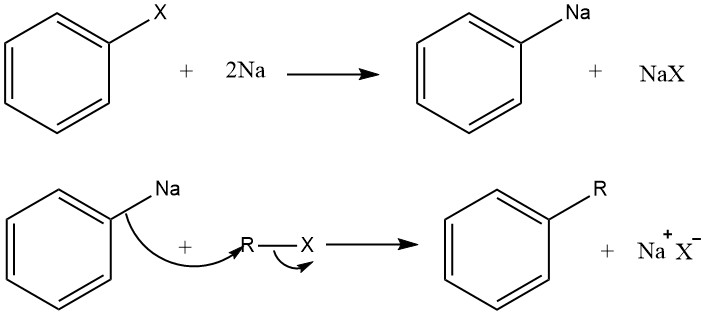
Organoalkalický mechanismus Wurtzovy–Fittigovy reakce

Empirické důkazy existují pro oba mechanismy. Radikálový mechanismus podporuje to, že byly pozorovány vedlejší produkty, které organoalkalický mechanismus nedokáže vysvětlit. Bylo zjištěno, že jedním z mnoha vedlejších produktů reakce sodíku s chlorbenzenem je trifenylen a jeho vznik se dá vysvětlit pouze radikálovým mechanismem.
V tomto mechanismu dva fenylové radikály vytvoří benzen a fenylenový anion. Tři fenylenové anionty poté vytvoří molekulu trifenylenu.
Organoalkalický mechanismus podporují nepřímé důkazy o tvorbě organoalkalického meziproduktu. Tento meziprodukt byl pozorován v řadě případů, například oxid uhličitý probublávající směsí sodíku a isobutylbromidu způsoboval vytváření kyseliny 3-methylbutanové.

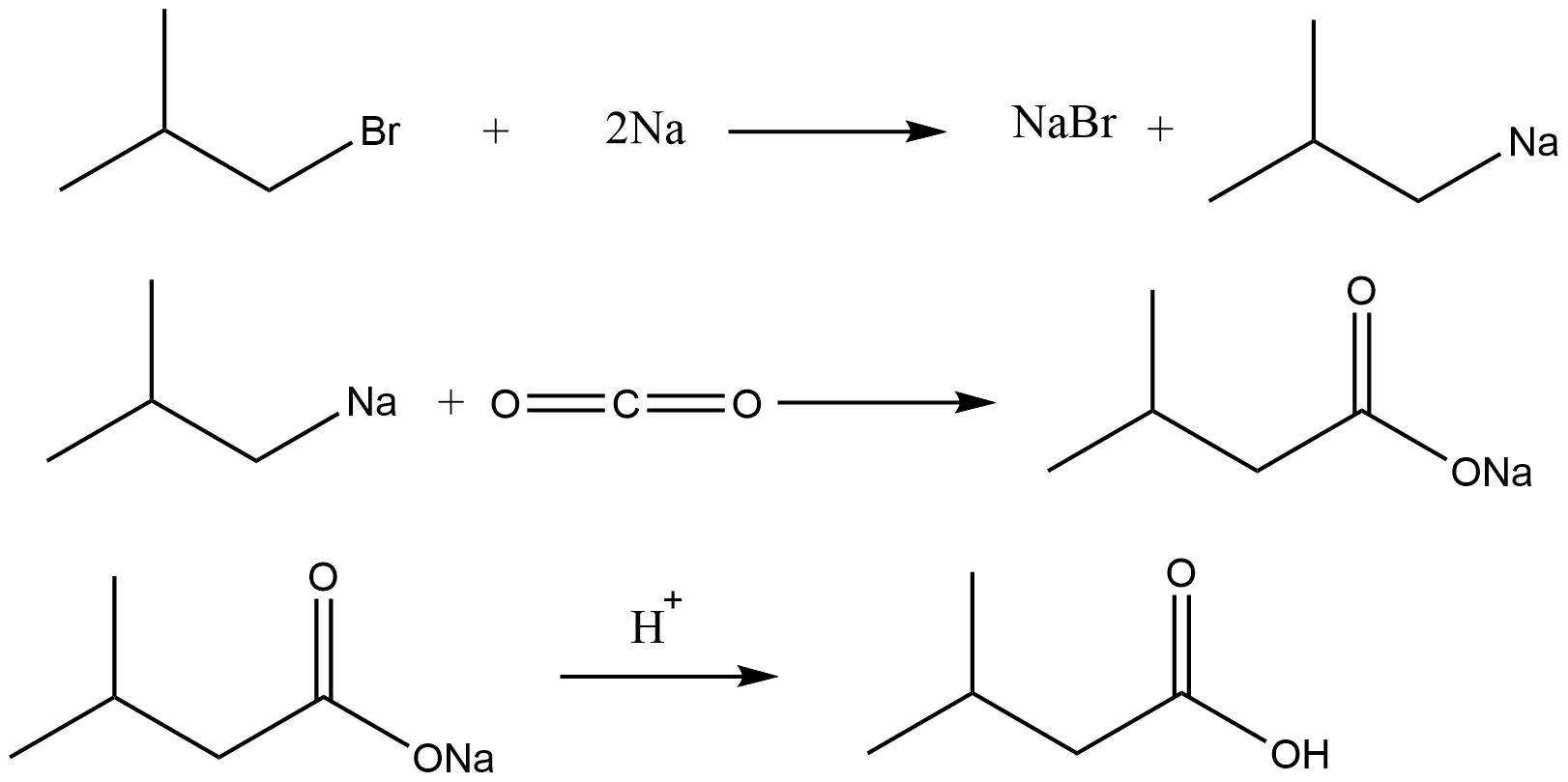
Tvorba kyseliny 3-methylbutanové

Vznik kyseliny 3-methylbutanové je způsoben nukleofilním atakem organosodné sloučeniny na oxid uhličitý; toto naznačuje průběh Wurtzovy–Fittigovy reakce přes organoalkalickou sloučeninu, protože podmínky reakce jsou podobné.

## Použití jiných kovů
Wurtzovy–Fittigovy reakce lze provést i s jinými kovy než je sodík: draslíkem, železem, mědí nebo lithiem.
U lithia má reakce dostatečné výtěžky jen tehdy, když se použije ultrazvuk. Ultrazvuk zprostředkovává radikálová oddělování atomů halogenů z aryl- a alkylhalogenidů.

## Využití
Wurtzovy–Fittigovy reakce mají omezené využití, protože jsou často doprovázeny vedlejšími reakcemi, například přesmyky a eliminacemi. Užitečné jsou při laboratorních syntézách organokřemičitých sloučenin, převedení procesů do průmyslového měřítka je ale obtížné.
K organokřemičitým sloučeninám připraveným Wurtzovými–Fittigovými reakcemi patří například silylované kalixareny, t-butylkřemičité sloučeniny a vinylsilany.
Jako příklad může posloužit příprava t-butyltriethoxysilanu reakcí tetraoxysilanu, t-butylchloridu a kapalného sodíku. Výtěžnost reakce činí 40 %.

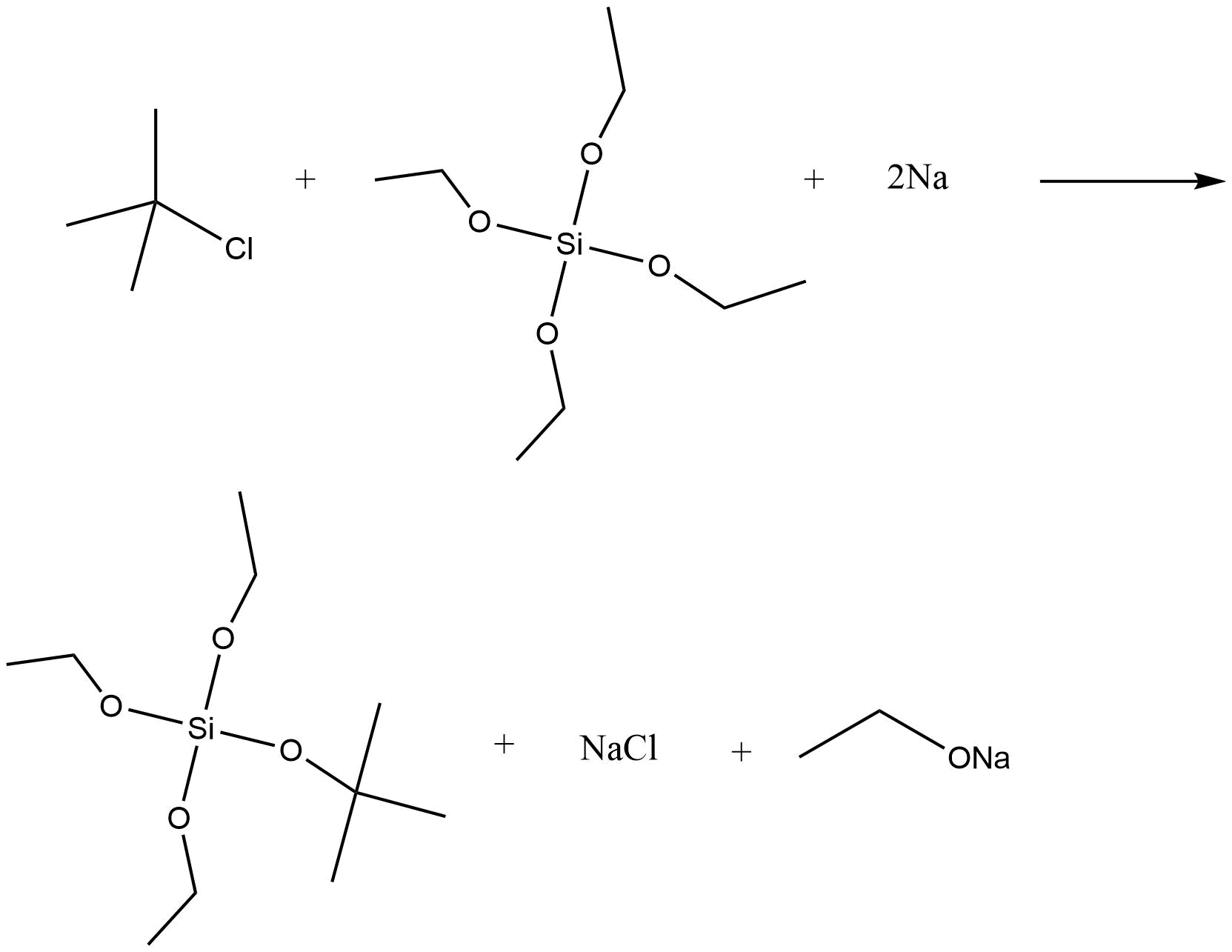
Příprava t-butyltriethoxysilanu Wurtzovou–Fittigovou reakcí